# Renato Pierani
Renato Pierani (Ancona, 22 febbraio 1920 – Ancona, 24 marzo 2003) è stato un calciatore italiano, di ruolo difensore.

## Carriera
Nella stagione 1945-1946 ha giocato 5 partite in massima serie, venendo in seguito ceduto alla Vigor Senigallia in Serie C; dopo una sola stagione torna all'Anconitana, dove rimane fino al 1949 giocando altre 2 partite in Serie B. Torna poi alla Vigor Senigallia, con cui gioca per otto stagioni consecutive, quattro delle quali in IV Serie.

## Palmarès

### Club

#### Competizioni nazionali
- Serie C: 1

Anconitana-Bianchi: 1941-1942

#### Competizioni regionali
- Promozione: 1

Vigor Senigallia: 1954-1955